# Агуа-Приета (муниципалитет)
Агуа-Приета (исп. Agua Prieta) — муниципалитет в Мексике, штат Сонора, с административным центром в одноимённом городе. Численность населения, по данным переписи 2020 года, составила 91 929 человек.

## Общие сведения
Название Agua Prieta с испанского языка можно перевести как чёрная вода, что было переведено с языка индейцев опата из названия озера Bachicuy.
Площадь муниципалитета равна 3946,5 км², что составляет 2,2 % от площади штата, а наиболее высоко расположенное поселение Пуэрто-Сан-Луис, находится на высоте 1635 метров.
Он граничит с другими муниципалитетами Соноры: на юге с Бависпе и Накосари-де-Гарсией, на западе с Фронтерасом и Нако, на востоке с другим штатом Мексики — Чиуауа, а на севере проходит государственная граница с США.

## Учреждение и состав
Муниципалитет был образован 28 августа 1916 года, в его состав входит 98 населённых пунктов, самые крупные из которых:
| Код INEGI                  | Населённый пункт                                                                                       | Численность населения (2005 год) | Численность населения (2010 год) | Численность населения (2020 год) |
| -------------------------- | --- | -------------------------------- | -------------------------------- | -------------------------------- |
| 002                        | Всего                                                                                                  | 70303                            | 79138                            | 91929                            |
| 0001                       | Агуа-Приета (исп. Agua Prieta) 31°19′40″ с. ш. 109°32′47″ з. д. (административный центр)               | 68402                            | 77254                            | 91029                            |
| 0013                       | Колония-Морелос (исп. Colonia Morelos) 30°49′38″ с. ш. 109°13′27″ з. д.                                | 156                              | 265                              | 242                              |
| 0046                       | Эль-Русбайо (исп. El Rusbayo) 31°00′18″ с. ш. 109°16′59″ з. д.                                         | 104                              | 187                              | 116                              |
| 0015                       | 18-де-Агосто (Корраль-де-Палос) (исп. 18 de Agosto (Corral de Palos)) 31°14′14″ с. ш. 109°16′18″ з. д. | 29                               | 12                               | 73                               |
| 0009                       | Кабульона (исп. Cabullona) 31°09′01″ с. ш. 109°32′37″ з. д.                                            | 47                               | 65                               | 52                               |
| 0002                       | Агуа-Бланка (исп. Agua Blanca) 30°56′53″ с. ш. 109°15′34″ з. д.                                        | 71                               | 50                               | 50                               |
| 0419                       | Центр реадаптации (тюрьма) (исп. Centro de Readaptación Social) 31°18′22″ с. ш. 109°34′54″ з. д.       | 682                              | 643                              | 0                                |
| —                          | Прочие                                                                                                 | 812                              | 662                              | 367                              |
| Названия на карте Генштаба | |                                  |                                  |                                  |

## Экономическая деятельность
По статистическим данным 2000 года, работоспособное население занято по секторам экономики в следующих пропорциях:
- сельское хозяйство, скотоводство и рыбная ловля — 4,1 %;
- промышленность и строительство — 44 %;
- торговля, сферы услуг и туризма — 48,7 %;
- безработные — 3,2 %.

## Инфраструктура
По статистическим данным 2020 года, инфраструктура развита следующим образом:
- электрификация: 98,8 %;
- водоснабжение: 97,3 %;
- водоотведение: 99,1 %.